# Самоуништување
Самоуништување је македонски филм из 1996. године. Режирао га је Ербил Алтанај, а сценарио је писао Сашко Насев.

## Улоге
| Глумац                | Улога           |
| --------------------- | --------------- |
| Јовица Михајловски    | Куплунг         |
| Катерина Кочевска     | Стојна          |
| Оливер Митковски      | Цоле            |
| Јелена Мијатовић      | Сила            |
| Силвија Ерац          | Вилма           |
| Благоја Чоревски      | Инспектор Цацко |
| Валентина Божинсовска | Роза            |
| Тони Михајловски      | Црни            |
| Бајруш Мјаку          | Шеф кафане      |